# HD 7916
HD 7916，又名CP-67 81，SAO 248350、HR 380，是一颗恒星，视星等为6.24，位于銀經298.9，銀緯-50.53，其B1900.0坐标为赤經1h 13m 35.5s，赤緯-66° -50.53′ 31″。